# Neodawnaria quinquepunctata
Neodawnaria quinquepunctata är en insektsart som beskrevs av Penny och Arias 1986. Neodawnaria quinquepunctata ingår i släktet Neodawnaria och familjen Derbidae. Inga underarter finns listade i Catalogue of Life.